# ベルジャーンシク
- ベルジャンシク[1]

ベルジャーンシク（ウクライナ語: Бердянськ, 発音 [berˈdʲɑnʲsʲk] ( 音声ファイル); ロシア語: Бердянск, 英語: Berdyansk）はウクライナ南東部に位置するザポリージャ州の港湾都市。黒海の北に延びるアゾフ海の北海岸に位置している。市には、サファリパークやウォーターパーク、また、泥を用いた健康療法が施されるリゾートなどがある。町の名は、ベルジャーンシク砂嘴を形成し、アゾフ海に注ぐベルダ川に由来する。

## 市の名前
最初の名はクトゥール・オグリであったが、1830年にノボ・ノガスク（Ново-Ногайск）と改名された。これは「新しいノガイの町」という意味で、当時、現地で人口の多数を占めていたノガイ人にちなんだ名であった。現在の名であるベルジャーンシクは、1841年にニコライ1世の法令により、市の近くを流れるベルダ川にちなんで名づけられた。ちなみに、1939年から1958年までは、ソ連の英雄で飛行家ポリーナ・オシペンコにちなんで名づけられたオシペンコ（Осипенко）として知られていた。しかし、現在その名は、近くに位置する彼女が生まれた村の村名となっている。

## 歴史
この地区には古くから人が居住し、現在の町の建設までこの地方はアーグリヤ、ディーケ・ポーレ、ベールドィなどと呼ばれていた。1780年代にはペトル要塞がロシア帝国によって建設され、クリミア・ハン国からの防備に使用された。1783年にはクリミア・ハン国が滅ぼされ、翌1784年にはこの地域はターヴリダ州に編入された。ターヴリダ州は、1802年にターヴリダ県となった。19世紀はじめ頃には、ロシアは沿アゾフ地方や左岸ウクライナでの商業権益の確保のため、アゾフ海沿海に港を建設する必要に迫られた。1827年にペトル要塞の周辺に港湾施設が建設され、周囲に入植が始まった。これが現在の町の基礎となった。
2022年2月24日、ロシアによるウクライナ侵攻が開始。同年2月28日までに市内はロシア軍により占拠された。2023年5月21日、ウクライナ軍はベルジャーンシクのロシア軍部隊本部を攻撃したことを発表。ロシア側は、この攻撃をイギリスが供与した長距離ミサイルであるストーム・シャドウによるものと発表している。ミサイルによる攻撃は同年7月12日にも行われ、ロシア軍の第58諸兵科連合軍の司令部が置かれていた市内のホテルを直撃。将官を含む多数の犠牲者が出た。

## 地理・気候
ケッペンの気候区分では温暖湿潤気候(Cfa)に属する。アゾフ海に面するこの地域では、夏は乾燥した暑い日が続き、冬は比較的暖かい。海水温度はクリミアやコーカサスの黒海沿岸地域よりも高く、5月では22度に達し、6月では30度に達することがある。海にはチョウザメを始め70種類もの生物が生息している。また、海底には多くの軟体動物が生息しており、この海域にはイルカも生息している。
周辺一帯はホシハジロ、ホオジロガモの生息地で、1997年にラムサール条約登録地となった。

## 文化
市には複数の美術館を始め、シュミット博物館、第二次世界大戦博物館、ベルジャーンシク歴史博物館がある。
また市は、年におよそ10回ものフェスティバルを開催している。

## モニュメント
市には「アレクサンドル・プーシキン」、「シュミット中尉」、「シュミット中尉の子供達」、「衛星技術者」、「少年の釣り人」、「嫉妬深いカエル」、「ハゼ好きの人」などの珍しいモニュメントがある。また、「欲望の肘掛け椅子」というモニュメントがあり、その肘掛け椅子に座って願い事をすれば、それが叶うといわれている。

## 著名な出身者
- オルガ・キュリレンコ - ファッションモデル・女優。

## 姉妹都市
- ポーランド、ビェルスコ＝ビャワ[7]
- フランス、ラ・セーヌ＝シュル＝メール
- ブルガリア、ヤンボル